# NGC 5552
NGC 5552 = NGC 5558 ist eine 14,1 mag helle Galaxie vom Hubble-Typ S0? im Sternbild Jungfrau und etwa 339 Millionen Lichtjahre von der Milchstraße entfernt.
Sie wurde erstmals am 8. Mai 1865 von Albert Marth entdeckt (als NGC 5552). Lewis A. Swifts Beobachtung vom 14. Juni 1884, bei der er „2 F st. point to it“ notiere, führte unter NGC 5558 zum zweiten Eintrag im Katalog.